# Trigonostigma somphongsi
Trigonostigma somphongsi é uma espécie de peixe da família Cyprinidae endêmica da Tailândia. Pode ser encontrado na bacia do Mae Khlong, na região central.